# Katja Gerber
Katja Gerber (* 13. Dezember 1975 in Sömmerda) ist eine deutsche Judoka, die 2002 bei den Europameisterschaften die Goldmedaille gewann.

## Erfolge
1998 bei den Europameisterschaften wurde sie Dritte. Bei den Europameisterschaften 1999 gewann sie zum ersten Mal die Goldmedaille. 2000 zum zweiten Mal, ebenfalls bei den Europameisterschaften. 2001 bei den Europameisterschaften wurde sie Erste und im selben Jahr bei den Weltmeisterschaften Fünfte. 2002 bei den Europameisterschaften gewann zum vierten Mal die Goldmedaille.